# Leptogenys drepanon
Leptogenys drepanon är en myrart som beskrevs av Wilson 1958. Leptogenys drepanon ingår i släktet Leptogenys och familjen myror. Inga underarter finns listade i Catalogue of Life.